# Долматово (Казанський район)
Долма́тово (рос. Долматово) — присілок у складі Казанського району Тюменської області, Росія.
Населення — 107 осіб (2010, 148 у 2002).
Національний склад станом на 2002 рік:
- росіяни — 85 %